# Première guerre balkanique
 (octobre 2021).
Guerres balkaniques
La première guerre balkanique qui dura d'octobre 1912 à mai 1913 opposa la Ligue balkanique (la Serbie, la Bulgarie, la Grèce et le Monténégro) à l'Empire ottoman. Les armées des États des Balkans en supériorité numérique furent rapidement victorieuses. À la fin de cette guerre, les membres de la Ligue balkanique se partagèrent la quasi-totalité des anciens territoires européens de l'Empire ottoman, mais en Macédoine, la Bulgarie s'estima lésée par ce partage, ce qui provoqua la deuxième guerre balkanique opposant les Bulgares à leurs anciens alliés serbes et grecs.

## Arrière-plan historique

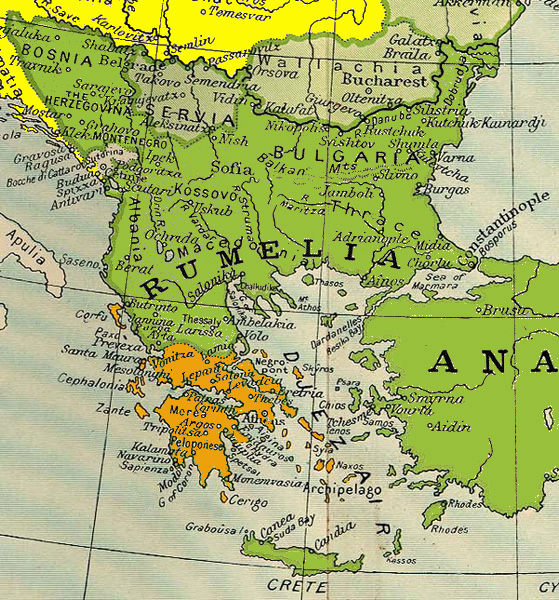
Les Balkans avant l'indépendance de la Serbie, de la Roumanie et de la Bulgarie (1878) : en vert : l'Empire ottoman ; en vert pâle : les États chrétiens vassaux ; en orange : le royaume de Grèce.

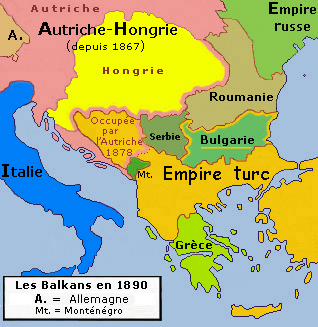
Les Balkans en 1890 jusqu'à la première guerre balkanique.

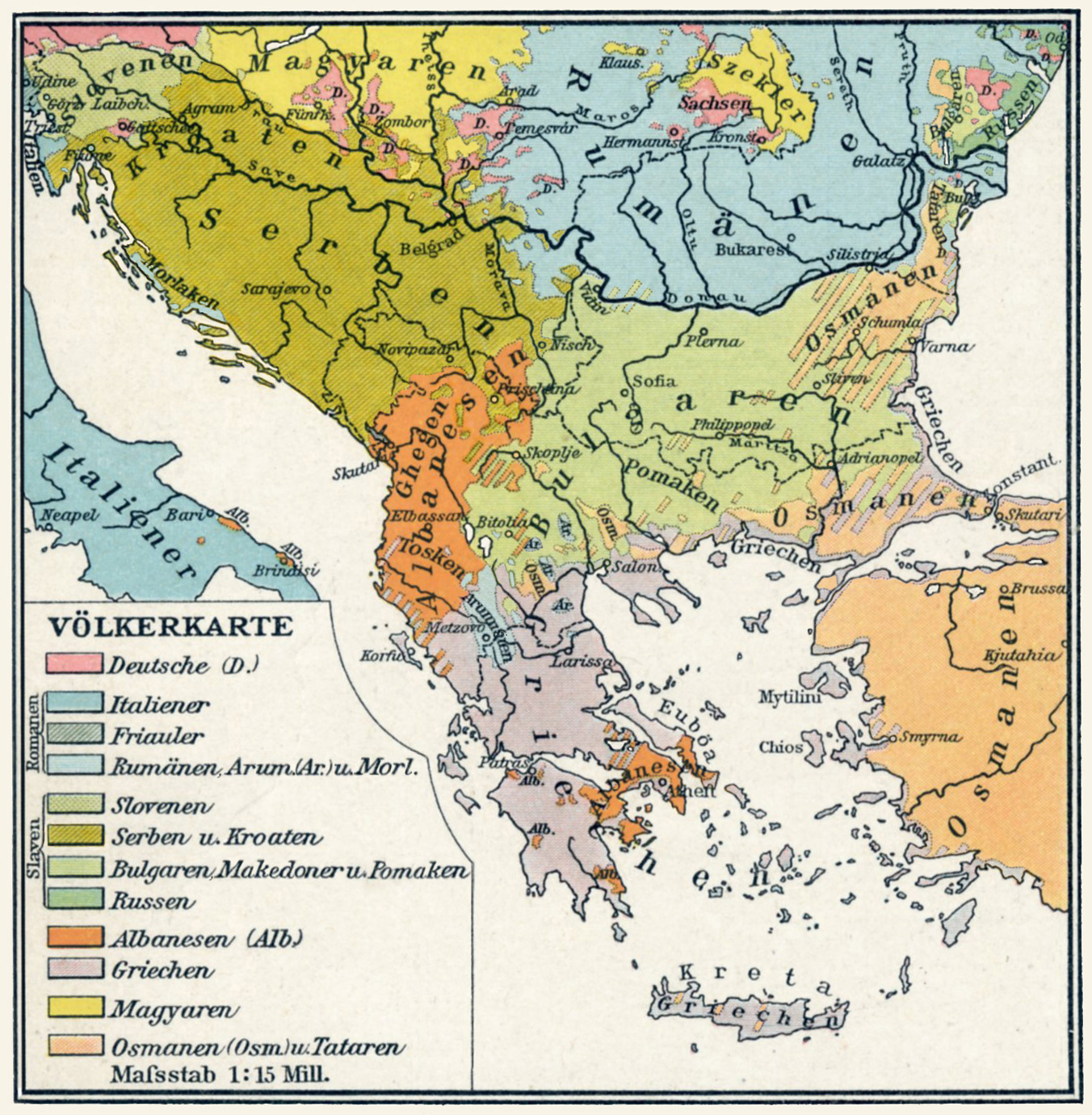
Les langues majoritaires dans les Balkans en 1908.

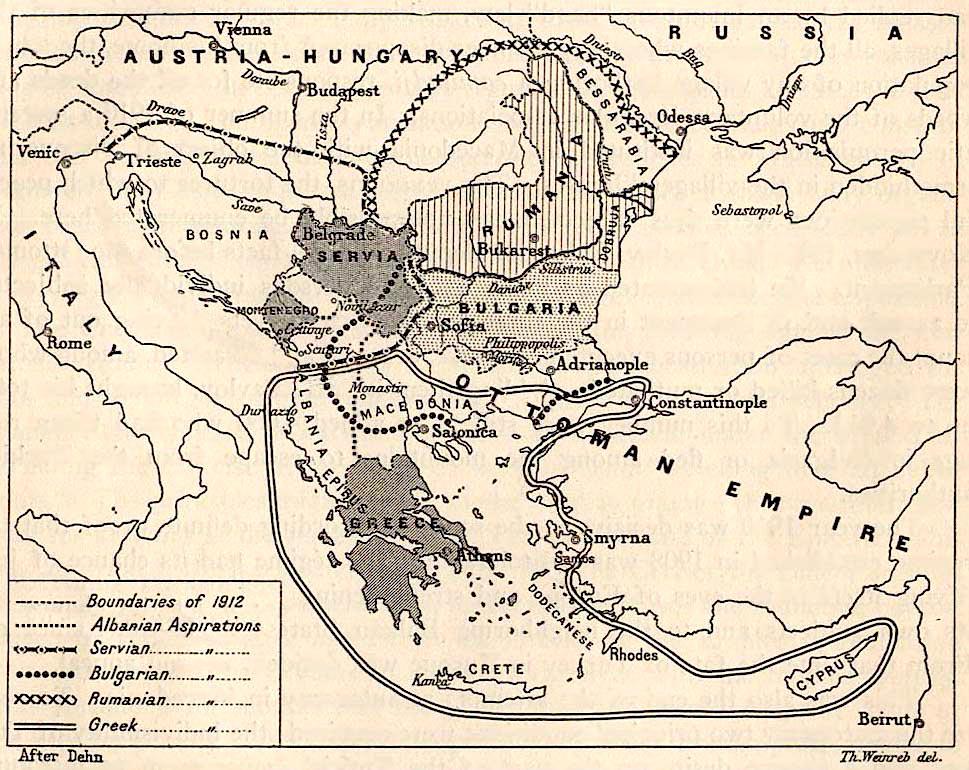
Les aspirations irrédentistes dans les Balkans en 1912.

### La Question d'Orient depuis 1854
L'intervention des grandes puissances occidentales dans la politique des Balkans, au cours de la deuxième moitié du XIXe siècle, visait à y maintenir un statu quo face aux prétentions de l'Empire russe qui se posait en protecteur des populations chrétiennes de la région. Cette intervention fit échouer le projet d'une union balkanique et divisa les populations balkaniques sous domination ottomane (processus baptisé « balkanisation »). Certaines (les Turcs et les Slaves islamisés) s'en satisfaisaient, d'autres (les Albanais, les Valaques, les Roms et les Juifs) se tenaient dans l'expectative, tandis que les Grecs, les Serbes, les Macédoniens et les Bulgares menaient une lutte politique (parfois armée) contre le pouvoir ottoman dans l'espoir de voir leurs territoires rattachés à la Grèce, la Serbie, ou la Bulgarie ; une partie des Albanais et des Macédoniens souhaitaient l'indépendance. Mais ces différentes populations étaient très imbriquées territorialement et toutes les localités importantes étaient multiethniques : les différents États balkaniques avaient donc des revendications territoriales qui se chevauchaient en « Roumélie », région comprenant la Roumélie orientale, la Thrace et la Macédoine. De son côté, le pouvoir ottoman menait en retour une répression dont certaines populations civiles furent les victimes (« massacres bulgares » d'avril 1876, près de 30 000 victimes).
La Grande-Bretagne et l'Allemagne soutenaient l'Empire ottoman et l'aidaient à se moderniser (y compris sur le plan militaire) : la question d'un renforcement du pouvoir turc fut relancée au cours des années 1909-1911 par le succès de la révolution des Jeunes-Turcs qui forcèrent le sultan à restaurer « l'ancienne constitution ottomane » (celle du 23 décembre 1876). Au tournant du XXe siècle, la Grande-Bretagne change progressivement sa politique de soutien à l'Empire ottoman. Jusqu'alors cheville ouvrière des coalitions européennes qui visaient au maintien de l'intégrité de l'Empire ottoman, la Grande-Bretagne évolue dans son approche de la situation dans les Balkans, tandis que le Reich tend à se substituer comme protecteur et principal soutien du pouvoir ottoman.

### La politique des États balkaniques
Les aspirations de la Serbie sur la Bosnie-Herzégovine furent anéanties par l'annexion de la province par l'Autriche-Hongrie en 1908. La Serbie focalisa donc son attention sur le nord de l'Albanie, alors sous domination ottomane, pour avoir un accès à la mer. Bien que majoritairement musulmans, les Albanais avaient pris les armes contre les Ottomans (Révoltes albanaises 1910-1912) : les groupes indépendantistes albanais qui se soulevèrent au printemps 1912 furent bientôt rejoints de manière massive par les troupes ottomanes d'origine albanaise. En mai 1912, les troupes albanaises chassèrent les Ottomans de la majorité du territoire revendiqué par les Albanais, avant de prendre le contrôle des derniers bastions ottomans comme Skopje ou Bitola, forçant les Ottomans à reconnaître que ces territoires étaient dorénavant albanais. Pour la Serbie, la situation devenait problématique : après que ses projets d'expansion vers le nord furent stoppés par l'Autriche-Hongrie, il apparut que sa dernière voie d'expansion allait être bloquée par la création d'un État albanais. Il s'agissait, pour Belgrade, d'une course contre la montre pour éviter l'enclavement définitif.
La chronologie de la création de la Ligue balkanique montre que le rapprochement entre la Serbie et la Bulgarie se fit simultanément aux succès du soulèvement albanais. À partir de l'automne 1911, les royaumes de Serbie et de Bulgarie entament des pourparlers en vue de la conclusion d'une alliance, dont la dimension défensive est actée en mars 1912 et la dimension offensive est définie en mai 1912. Autour de cette alliance se créent les solidarités des autres États balkaniques ayant des frontières terrestres avec l'Empire ottoman : le Monténégro et la Grèce. Les Bulgares signent avec le gouvernement grec un traité défensif le 29 mai 1914, tandis que le Monténégro, sans entrer formellement dans le système d'alliance balkanique, fait connaître son intention de soutenir les alliés.
Comme la Serbie ne pouvait pas se permettre d'attendre en raison des progrès des Albanais, la Bulgarie en profita pour obtenir de Belgrade des compromis concernant la Macédoine. L'accord prévoyait qu'en cas de victoire contre les Ottomans, la Serbie se contenterait de la moitié nord-ouest de la Macédoine du Vardar, au nord d'une ligne passant par Kriva Palanka et par Ohrid. Cette zone d'expansion de la Serbie comprenait le Kosovo et s'étendait jusqu'à la côte Adriatique soit la moitié nord de l'actuelle Albanie, donnant à la Serbie un accès à la mer.
Après avoir obtenu son autonomie interne lors de la guerre russo-turque de 1877-1878, son unité nationale en 1885 par l'union des deux états bulgares créés par le congrès de Berlin (principauté de Bulgarie et Roumélie orientale), puis son indépendance à la faveur de la crise bosniaque de 1908, la Bulgarie menait une politique à long terme vis-à-vis des Ottomans. Son objectif était d'obtenir les frontières qui lui avaient été initialement attribuées lors du traité de San Stefano en 1878, mais que les puissances occidentales lui avaient refusées. C'est pourquoi la Bulgarie soutient en Macédoine l'Organisation révolutionnaire intérieure macédonienne (ORIM) en lutte pour la libération du peuple macédonien (orthodoxe comme les Bulgares et parlant une langue slave suffisamment proche du bulgare standard, pour que les cartes linguistiques de l'époque la considèrent comme du bulgare). Le gouvernement bulgare pensait que l'ORIM faciliterait la constitution d'un nouvel État autonome en Thrace ottomane et en Macédoine, pourrait ensuite s'unir avec la Bulgarie comme cela fut le cas pour la Roumélie orientale. Après des succès initiaux, la Serbie et la Grèce découvrirent le véritable objectif de l'ORIM, ce qui déclencha une guerre de guérilla des mouvements serbes et grecs contre l'ORIM. Par la suite, la Bulgarie se tourna vers une méthode d'expansion plus directe, en développant une grande armée et en se considérant comme la « Prusse des Balkans ». Cependant, il était clair qu'elle ne pourrait pas vaincre l'Empire ottoman seule.
En Grèce, le coup de Goudi d'août 1909, dirigé par des officiers grecs, instaura un régime progressiste, dirigé par Eleftherios Venizelos, qui devait leur permettre de résoudre la question de la Crète en leur faveur et de prendre leur revanche sur leur défaite de 1897 face aux Ottomans. La réorganisation de l'armée hellénique fut menée avec le soutien de la France, mais n'était pas terminée au commencement de la guerre. Dans les discussions qui amenèrent la Grèce à rejoindre la Ligue, la Bulgarie refusa tout accord avec elle sur la répartition des gains en Macédoine, tout en recherchant un accord avec la Serbie. La stratégie bulgare était de conclure un accord avec la Serbie limitant son accès à la Macédoine, tout en refusant un tel accord avec la Grèce, considérant que son armée pourrait occuper une grande partie de la Macédoine et l'important port de Salonique avant les Grecs.
En 1911, l'Italie déclencha la guerre italo-turque et s'empara de la Libye et des îles du Dodécanèse. La victoire rapide des Italiens malgré leur revers face à Kemal Bey à la Bataille de Tobrouk, influença grandement les États balkaniques, qui y voyaient la possibilité d'une victoire facile contre les Ottomans. C'est pourquoi, au printemps 1912, les quatre États chrétiens des Balkans s'allièrent dans ce qui fut appelé la Ligue balkanique.
Acteur de premier plan de la scène balkanique, un temps éclipsée par sa défaite en Mandchourie, la Russie, en influençant la Bulgarie, est en réalité la principale instigatrice de cette Ligue. Ce soutien russe porte en germe les termes d'un conflit avec la double monarchie, les responsables austro-hongrois étant opposés à tout accroissement de puissance de la Serbie et craignant l'influence russe.
La plupart des grandes puissances de l'époque, et principalement la France et l'Autriche-Hongrie, échouèrent dans leur tentative diplomatique d'empêcher la constitution de la Ligue balkanique et la guerre. À la fin septembre 1912, la Ligue et l'Empire ottoman mobilisèrent leurs armées et, le 8 octobre 1912, le Monténégro fut le premier à déclarer la guerre à l'Empire ottoman, suivi neuf jours plus tard, le 17 octobre 1912, par ses trois alliés.

## Ordres de bataille et plans
L'armée ottomane disposait au déclenchement de la guerre de 12 024 officiers, 324 718 hommes, 2 318 pièces d'artillerie et 388 mitrailleuses répartis en quatre armées. Face à l'Empire, les membres de la Ligue coordonnaient leurs efforts. Le gros des forces bulgares attaquerait la Thrace et affronterait les 115 000 hommes de l'armée ottomane de Thrace. Le reste de l'armée ottomane soit 200 000 hommes était positionné en Macédoine face aux Serbes (234 000 Serbes et 48 000 Bulgares sous commandement serbe) et aux Grecs (115 000 hommes), et divisé en deux armées, celle du Vardar et celle de Macédoine. De fortes garnisons défendaient les forteresses d'Ioánnina (face aux Grecs en Épire) et de Shkodër (face aux Monténégrins).

### Bulgarie
La Bulgarie, militairement l'État le plus puissant des quatre alliés, possède alors une armée nombreuse, bien équipée et entraînée. Elle mobilisa presque 600 000 hommes sur une population de 4,3 millions d'habitants, soit neuf divisions d'infanterie, une de cavalerie et 1 116 pièces d'artillerie. Le commandant en chef, tsar Ferdinand, confie au général Michail Savov la direction des opérations. Les Bulgares possèdent également une petite marine de six torpilleurs engagés dans des opérations le long de la côte.
Les Bulgares souhaitaient annexer au royaume la Thrace et la Macédoine. Elle déploya sa force principale en Thrace avec trois armées. La première armée (79 370 hommes) sous le commandement de Vassil Kutinchev (en) était déployée au sud de Yambol et devait opérer le long de la rivière Toundja. La seconde armée (122 748 hommes) commandée par Nikola Ivanov (en) était déployée à l'ouest de la première armée et devait capturer la forteresse d'Adrianople. D'après les plans, la troisième armée (94 884 hommes) dirigée par Radko Dimitriev avait pour objectif la prise de la forteresse de Kırklareli. La 2e et la 7e division d'environ 49 000 hommes chacune devaient opérer de manière indépendante respectivement en Thrace occidentale et dans l'Est de la Macédoine.

### Serbie
La Serbie mobilise environ 255 000 hommes (sur une population de 2 912 000 habitants), appuyés par 228 canons. Ces soldats, répartis en dix divisions d'infanterie et une de cavalerie, sont placés sous le commandement du ministre de la Guerre Radomir Putnik. Le haut-commandement serbe planifie une bataille décisive contre l'armée turque du Vardar sur le plateau d'Ovtché Polé devant Skopje. Par conséquent, les forces serbes se répartissent en trois armées devant avancer vers Skopje tandis qu'une division épaulerait les Monténégrins à Sandjak de Novipazar.
La première armée (132 000 hommes) commandée par Petar Bojović, la plus forte et la plus nombreuse, forme le centre du groupe devant avancer sur Skopje. La seconde armée (74 000 hommes) dirigée par Stepa Stepanović, renforcée par une division bulgare, constitue l'aile gauche de l'armée avançant sur Stracin. L'inclusion de la division bulgare résulte d'un accord avec la Bulgarie, mais celle-ci cesse d'obéir aux ordres serbes et suivit les ordres venant du quartier général bulgare dès le commencement des hostilités. La troisième armée (76 000 hommes) sous le commandement de Božidar Janković (en) devait libérer le Kosovo et rejoindre le reste de l'armée pour la bataille décisive. Le reste des troupes serbes restait sur la frontière avec l'Autriche-Hongrie.

### Grèce

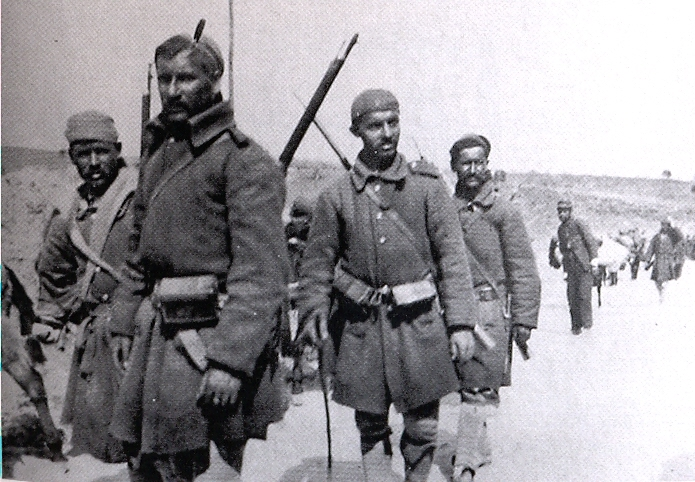
Evzones grecs en Épire.

La Grèce, peuplée de 2 666 000 habitants, était considérée comme le plus faible des trois principaux alliés du fait de sa petite armée de terre qui avait été défaite facilement par les Ottomans 16 ans plus tôt lors de la guerre gréco-turque. Un membre du consulat britannique écrivit en 1910, « S'il y a une guerre, nous verrons probablement que la seule chose que les officiers grecs peuvent faire à part discuter est de s'enfuir »,. Cependant la Grèce était la seule à posséder une marine digne de ce nom, ce qui était vital pour la Ligue, car elle pourrait empêcher les renforts ottomans d'être rapidement transférés d'Asie en Europe. Cela fut remarqué par les Serbes et les Bulgares et devint l'un des facteurs décisifs dans la décision de faire entrer la Grèce dans leur alliance. Comme le déclara l'ambassadeur grec durant les négociations d'adhésion à la Ligue : « La Grèce peut fournir 600 000 hommes à l'effort de guerre. 200 000 sur le champ de bataille et la flotte sera capable de stopper les 400 000 hommes que la Turquie voudra débarquer entre Salonique et Gallipoli »,.
L'armée était encore en cours de réorganisation par une mission militaire française lorsque la guerre débuta. Sous sa supervision, le pays fut capable de mobiliser et d'équiper un bien plus grand nombre de troupes qu'elle ne l'avait fait en 1897. Tandis que les observateurs étrangers estimaient une capacité de mobilisation autour de 50 000 hommes, l'armée de terre grecque disposait de 125 000 hommes et de 140 000 autres dans la garde nationale et la réserve. Les forces grecques étaient groupées en deux armées. L'armée de Thessalie était sous le commandement du prince Constantin aidé de Panagiótis Danglís. Cependant le vrai chef des armées était Ioánnis Metaxás. L'armée était composée de sept divisions et de quatre bataillons d'Evzones soit environ 100 000 hommes. L'armée devait franchir les positions fortifiées turques à la frontière et atteindre Thessalonique et Bitola.
12 000 hommes étaient assignés à l'armée d'Épire sous le commandement de Konstantínos Sapountzákis qui devait avancer à travers l'Épire. Comme il n'avait aucune chance de capturer la forteresse d'Ioánnina, sa mission était de fixer les troupes ottomanes avant que des renforts de l'armée de Thessalie ne puissent lui être envoyés.

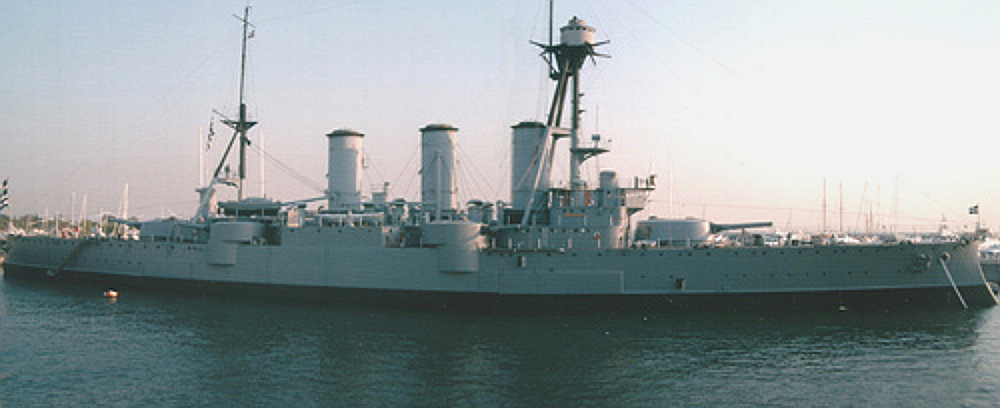
Le croiseur cuirassé grec Averof. À l'époque, il était le navire le plus puissant de la région et joua un rôle majeur dans les batailles navales de la mer Égée. Il est aujourd'hui un navire-musée dans le port de Phalère.

La marine hellénique est relativement moderne grâce à l'achat de nombreux navires et à l'influence de la mission militaire britannique. Cette mission invitée par Venizelos en 1910 commença ses travaux dès son arrivée en mai 1911. Sous l'influence de l'énergique vice-amiral Lionel Grand Tufnell, la marine se réforma profondément et le nombre d’entraînements au tir et à la manœuvre navale fut considérablement accru. En 1912, le cœur de la flotte était le rapide croiseur cuirassé Averof, lancé en 1910. Il servit avec les antiques cuirassés à coque en fer de la classe Hydra. La flotte comprenait également huit destroyers construits en 1906-1907 et six autres destroyers hâtivement achetés en 1912 lorsque la guerre apparut imminente.
Cependant, au déclenchement de la guerre, la flotte grecque n'était pas encore prête. Pour ce qui est du nombre de navires, de la vitesse et plus important, du nombre de canons, la marine ottomane possédait un net avantage. De plus la guerre commença alors que la marine était en pleine reconstruction. Ainsi, un tiers de la flotte (les six nouveaux destroyers et le sous-marin Delfin) construit à l'étranger ne rejoignit la Grèce qu'après le début des hostilités. Les réserves de charbon étaient basses et l’Averof disposait d'à peine assez de munitions.

### L'Empire ottoman
En 1912, l'Empire ottoman se trouvait dans une position difficile. Il possédait une population de 26 000 000 habitants, mais seuls 6 130 000 d'entre eux vivaient dans la partie européenne de l'Empire, et parmi ceux-ci 2 300 000 seulement étaient musulmans, les autres étaient des chrétiens jugés impropres à la conscription. Le très faible réseau de transport, particulièrement dans la partie asiatique, signifiait que le seul moyen fiable de transférer des troupes en Europe était par la mer, ce qui était rendu problématique par la présence de la flotte grecque. De plus, l'empire était en pleine guerre avec l'Italie en Libye et ce conflit ne se termina que le 15 octobre soit quelques jours après le début des hostilités en Europe. Il lui était également impossible de renforcer ses positions dans les Balkans du fait de la détérioration des relations avec les États balkaniques.

#### Forces ottomanes dans les Balkans

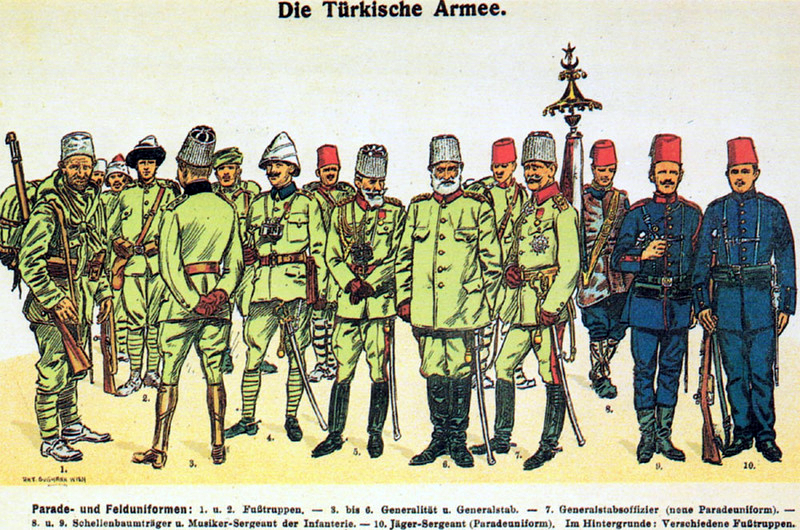
Armée ottomane, uniformes de parade et de campagne, Moritz Ruhl, 1914.

Les capacités militaires des Ottomans étaient handicapées par les querelles politiques causées par la révolution des Jeunes-Turcs et les tentatives de coups d'État qui eurent lieu en 1909. Une mission allemande avait été déployée pour réorganiser l'armée, mais n'avait pas réussi à imposer ses idées. L'armée régulière (Nizam) était composée d'unités bien entraînées et équipées, mais les unités de réserves (Redif) étaient mal équipées, principalement dans le domaine de l'artillerie, et manquaient d'entraînement.
Les Ottomans possédaient trois armées en Europe (les armées de Macédoine, du Vardar et de Thrace) disposant de 1 203 pièces d'artillerie mobiles et 1 115 fixes dans les secteurs fortifiés. L'armée de Thrace commandée par Nazım Pacha était déployée contre les Bulgares et comptait 115 000 hommes. L'armée du Vardar, en face des Serbes, sous le commandement de Halepli Zeki Pasha (en), disposait de 200 000 hommes et était basée à Skopje. Enfin, l'armée de Macédoine dirigée par Ali Rıza Pacha (en) faisait face aux Grecs avec sept divisions.
D'après les plans, l'armée ottomane dans la région devait compter 600 000 hommes. Cependant, la lente mobilisation, le manque de réseaux de transport et la guerre contre l'Italie réduisaient largement ces effectifs et, au début des hostilités, il n'y avait que 200 000 hommes disponibles. Bien que, par la suite, d'autres hommes fussent venus renforcer les effectifs, le groupe d'armées n'atteignit jamais sa force nominale. Les Ottomans avaient prévu de rapatrier des troupes de Syrie, mais la suprématie navale grecque dans la région empêcha tout transport maritime. Ainsi, les unités durent se déplacer par la terre et n'arrivèrent pas à rejoindre les Balkans à temps.
Le haut-commandement ottoman, épaulé par la mission militaire allemande, avait élaboré 12 plans de guerre, destinés à contrer de multiples combinaisons d'adversaires. Les travaux sur le plan 5 qui prévoyait une alliance de la Bulgarie, de la Grèce, de la Serbie et du Monténégro étaient bien avancés et le plan fut transmis aux officiers pour qu'ils le développent à l'échelle locale.

#### Situation de la marine ottomane

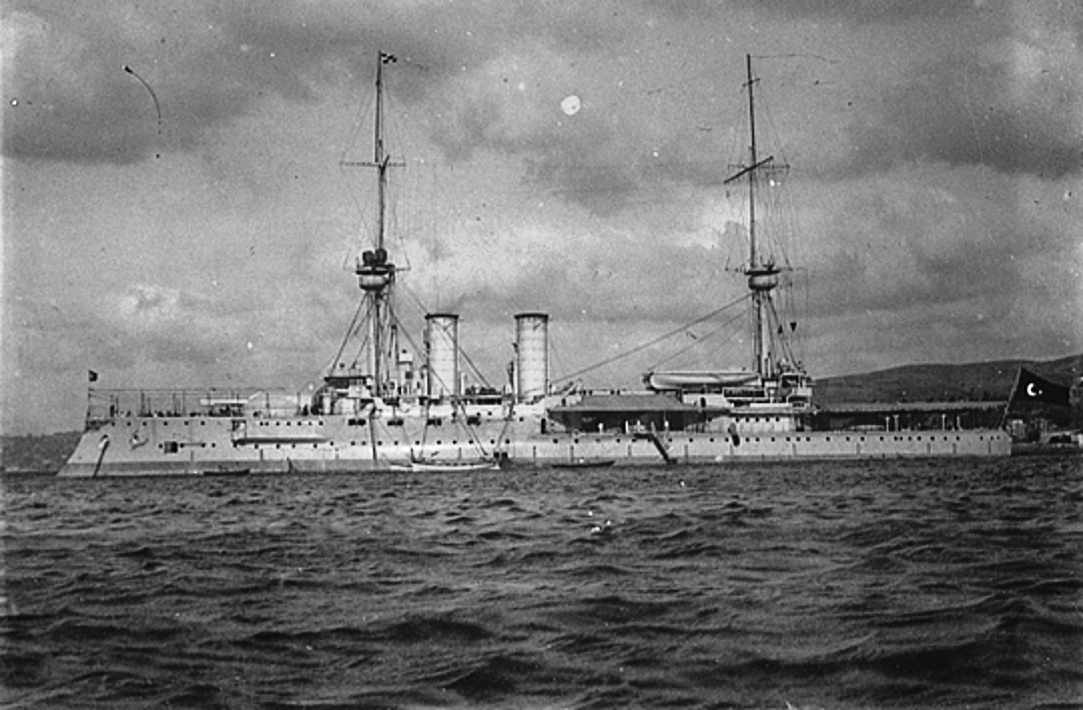
Le navire amiral ottoman Barbaros Hayreddin et son sister-ship, le Turgut Reis, étaient mieux armés et blindés que l’Averof, mais étaient moins rapides de cinq nœuds.

La marine ottomane s'était comportée de manière épouvantable lors de la guerre gréco-turque de 1897, ce qui força le gouvernement à lancer un programme de réorganisation massif. Les anciens navires furent retirés et de nouveaux bâtiments furent commandés, principalement en France et en Allemagne. De plus, les Ottomans invitèrent une mission militaire britannique en 1907 pour mettre à jour l'entraînement et les doctrines. Cependant, cette tâche était quasiment irréalisable du fait des bouleversements provoqués par la révolution des Jeunes-Turcs ; entre 1908 et 1911, le ministère de la Marine changea neuf fois. Les querelles intestines entre les différents officiers supérieurs empêchèrent cette réorganisation. De plus, les tentatives britanniques pour contrôler le programme d'armement maritime furent mal vues par les ministres ottomans et les fonds pour l'ambitieux plan de réorganisation ne furent pas accordés.
Pour contrer l'acquisition de l’Averof par les Grecs, les Ottomans tentèrent d'acheter le nouveau croiseur allemand SMS Blücher ou même le croiseur de bataille SMS Moltke. Face au coût exorbitant d'un tel achat, la marine ottomane choisit d'acheter deux vieux pré-Dreadnoughts de la classe Brandenburg, qui devinrent les Barbaros Hayreddin et Turgut Reis. Avec les croiseurs Hamidiye et Mecidye, ces navires formaient le cœur de la flotte ottomane. Cependant, ils étaient déjà en mauvais état dès l'été 1912 du fait d'une négligence chronique : les instruments de télémétrie et les palans à munitions avaient été retirés, les téléphones ne fonctionnaient pas, les pompes étaient rouillées et la plupart des portes étanches ne se fermaient pas correctement.

## Opérations militaires
Le Monténégro déclencha la première guerre balkanique en déclarant la guerre à l'Empire ottoman le 8 octobre 1912.

### Théâtre d'opération bulgare
L'ouest de la région des Balkans, incluant l'Albanie, le Kosovo et la Macédoine était moins important stratégiquement que la Thrace où les Bulgares menèrent la majorité de leurs attaques. De plus la Thrace est une région moins montagneuse que la Macédoine, ce qui facilite les opérations militaires. La position de l'armée ottomane était également mise en péril par de mauvais rapports d'espionnage concernant le déploiement des troupes adverses. Ainsi les Ottomans avaient disposé le gros de leurs troupes en Macédoine. L'ambassadeur allemand Hans Freiherr von Wangenheim à Constantinople rapporta que le quartier général turc croyait que le gros de l'armée bulgare serait déployé en Macédoine avec les Serbes. Par conséquent, Abdullah Pasha s'attendait à affronter seulement trois divisions bulgares à l'est d’Andrinople. D'après E.J. Erickson, cette supposition résultait probablement d'une mauvaise analyse des relations entre les pays balkaniques. Cette erreur eut des conséquences catastrophiques pour l'armée ottomane qui dut défendre la zone contre toute l'armée bulgare. Cette mauvaise interprétation fut également la raison de la désastreuse tactique offensive de l'armée ottomane au début de la guerre en Thrace.

#### Offensive bulgare et avancée jusqu'à Çatalca
Sur le front de Thrace, l'armée bulgare avait déployé 345 000 hommes contre les 130 000 Ottomans de la première armée. La première bataille d'envergure eut lieu sur la ligne défensive Andrinople-Kırklareli lorsque les 1re et 2e armées bulgares (174 254 hommes) battirent l'armée ottomane de l'Est (96 273 hommes),. Le XVe corps ottoman fut déployé en urgence pour défendre la péninsule de Gallipoli contre un possible débarquement grec qui n'eut jamais lieu.
L'absence de ce corps créa un vide immédiat entre Adrianople et Didymotique qui fut comblé par la 11e division. En raison des mauvais renseignements, le plan d'offensive ottoman échoua complètement face à la supériorité numérique bulgare, forçant Abdullah Pasha à abandonner Kırklareli qui tomba sans résistance entre les mains de la 3e armée bulgare. La forteresse d'Andrinople défendue par 61 250 hommes fut assiégée par la 2e armée bulgare qui ne put pas lancer l'assaut faute d'armes de siège. Une des conséquences de la suprématie navale grecque fut que les Ottomans ne purent recevoir de renforts de Syrie et de Palestine comme prévu dans les plans. La marine grecque joua également un rôle plus direct en transférant d'urgence la 7e division bulgare du front de Macédoine vers le front de Thrace.

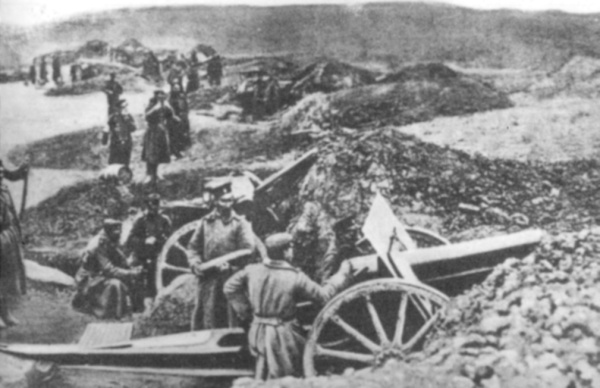
Artillerie lourde bulgare.

Après la bataille de Kırklareli, le commandement bulgare décida de faire une pause dans l'offensive, ce qui permit aux Turcs d'occuper une nouvelle position défensive sur la ligne Luleburgaz-Karaağaç-Pınarhisar. L'armée ottomane comprenant 126 000 fusiliers, 3 500 cavaliers, 96 mitrailleuses et 342 pièces d'artillerie fut cependant vaincue par une armée bulgare de 107 386 soldats, 3 115 cavaliers, 116 mitrailleuses et 360 canons qui atteignit la mer de Marmara. Pour ce qui est des effectifs, il s'agit de la plus grande bataille disputée en Europe depuis la guerre franco-prussienne de 1870. Les Turcs furent donc repoussés vers leur dernière ligne de défense dans le district de Çatalca protégeant Constantinople. Ils réussirent à stabiliser le front avec l'aide de renforts d'Asie. Cette ligne avait été construite lors de la guerre russo-turque de 1877-1878, mais était considérée comme obsolète en 1912.
Dans le même temps, les forces (49 000 hommes) de la 2e division bulgare divisées entre les détachements de Haskovo et des Rhodopes avançaient en direction de la mer Égée. Le détachement ottoman Kircaali (24 000 hommes) avait pour mission la défense d'un front de 400 km entre Thessalonique et Dedeagach. Il ne réussit pas à opposer une résistance sérieuse et le 26 novembre, son commandant et 10 131 hommes furent capturés. Après l'occupation de Thessalonique par l'armée grecque, les troupes ottomanes de Thrace et de Macédoine furent complètement séparées.

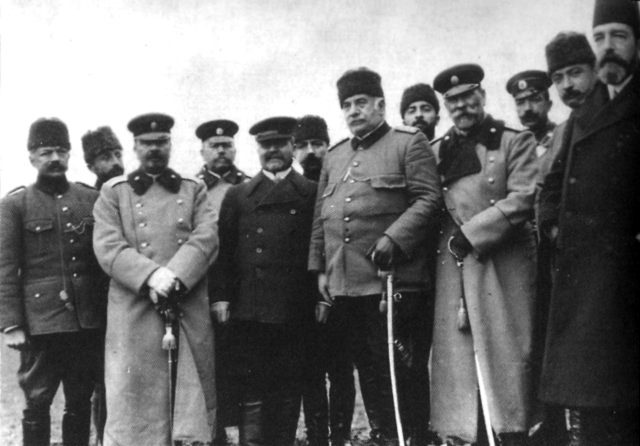
Délégations lors de l'Armistice de Çatalca, les généraux Ivan Fichev, Nazım Pacha, Mikhaïl Savov sont au premier plan.

Le 17 novembre, l'offensive contre la ligne de Çatalca commença malgré les menaces claires de la Russie qui déclarerait la guerre à la Bulgarie si Constantinople était occupée. Il s'agissait de l'une des premières preuves du manque de pragmatisme de l'état-major bulgare. L'attaque fut menée par 176 351 hommes et 462 canons contre les 140 571 hommes et 316 pièces d'artillerie ottomanes. Malgré sa supériorité numérique, l'armée bulgare, formée en ligne, ne parvint pas à percer, pilonnée par l'artillerie ottomane installée sur les fortifications de Chataldja. L'armistice fut donc signé le 3 décembre entre l'Empire ottoman et la Bulgarie. Cette dernière représentait également la Serbie et le Monténégro et des négociations commencèrent à Londres. La Grèce participa à cette conférence mais refusa un cessez-le-feu et continua ses opérations militaires. Les négociations furent interrompues le 5 février, lorsque le coup d'État mené par Ismail Enver renversa le gouvernement de Kiamil Pacha (en). Dès la fin de l'Armistice, le 16 février, les hostilités reprirent.

#### Contre-offensive ottomane
Les forces ottomanes lancèrent leur contre-offensive le 20 février à la fois à Çatalca et à Gallipoli. Le Xe corps ottoman débarqua à Şarköy avec 20 000 hommes. Les attaques étaient soutenues par les bombardements réalisés par les navires de guerre ottomans et avaient pour but de soulager la pression sur Andrinople. Cependant, les Ottomans n'étaient sans doute pas au courant de l'arrivée de la 4e armée bulgare au nord de Gallipoli et l'offensive ottomane à travers l'isthme fut rapidement stoppée. De même, après quelques succès, les troupes débarquées à Şarköy durent rembarquer.
L'attaque ottomane vers Çatalca contre les puissantes 1re et 3e armées bulgares fut lancée initialement en tant que diversion pour les offensives de Gallipoli et de Şarköy. Néanmoins, l'attaque réussit et les troupes bulgares durent reculer de 20 km vers leur seconde ligne de défense. Après la fin des opérations à Gallipoli, l'offensive fut arrêtée et le front resta statique jusqu'à la fin de la guerre. La bataille qui provoqua de lourdes pertes chez les Bulgares peut être considérée comme une victoire tactique ottomane, mais stratégiquement ce fut une défaite, car elle n'empêcha pas la faillite de l'opération à Gallipoli et à Şarköy et ne réduisit pas la pression sur Andrinople.

#### Chute d'Andrinople et frictions serbo-bulgares

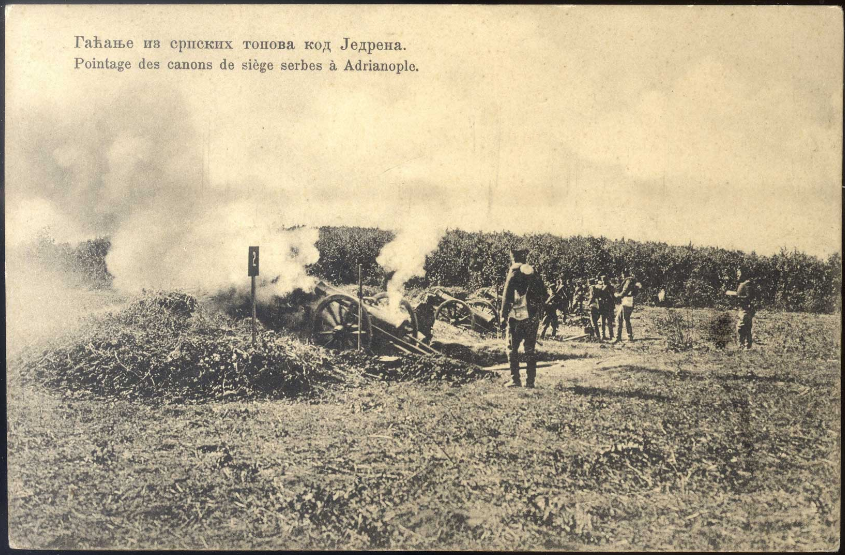
Artillerie serbe en action lors du siège d'Andrinople.

L'échec de l'offensive Şarköy-Gallipoli et le déploiement de la 2e armée serbe avec son artillerie lourde scellèrent le destin d'Adrianople. Le 11 mars après deux semaines de bombardements qui détruisirent la plus grande partie des fortifications, l'assaut final commença avec une confortable supériorité numérique. Sous le commandement de Nikola Ivanov (en), les 106 425 Bulgares et les 47 275 Serbes prirent finalement la ville, mais les pertes furent élevées : 8 093 Bulgares et 1 462 Serbes. Les turcs perdirent 13 000 hommes pour l'ensemble de la campagne d'Adrianople. Le nombre de prisonniers est moins certain. Les Ottomans commencèrent la guerre avec 61 250 hommes dans la forteresse d'Adrianople. Richard Hall note que 60 000 hommes furent faits prisonniers. Additionné aux 13 000 tués, l'histoire moderne turque retient que 28 500 hommes survécurent à leur captivité, ne laissant que 20 000 hommes portés disparus, peut-être capturés (incluant le nombre non spécifié de blessés). Les pertes bulgares pour l'ensemble de la campagne d'Adrianople se montèrent à 18 282. D'après R.C. Hall et E.J. Erickson, l'assaut fut un bain de sang inutile dicté par une décision de prestige du tsar Ferdinand, car la forteresse se serait certainement rendue avant la fin du mois quoi qu'il arrive du fait du manque de nourriture. Le résultat le plus important fut cependant que cela détruisit tout espoir ottoman de reprendre l'initiative, ce qui rendait tout nouveau combat inutile.
La bataille eut des conséquences immédiates sur les relations serbo-bulgares posant les bases du futur conflit entre les deux pays quelques mois plus tard. La censure bulgare retira rigoureusement toutes les références présentes dans les télégrammes des correspondants étrangers concernant la participation serbe dans l'opération. L'opinion publique bulgare ne put donc pas réaliser l'importance cruciale des troupes serbes. Selon les Serbes, ce fut le 20e régiment serbe qui captura le commandant de la garnison et ce fut le colonel Gavrilović qui accepta la reddition officielle de la place, les Bulgares réfutèrent cette version des faits. La Serbie protesta officiellement, pointant le fait que si elle a envoyé des troupes à Adrianople pour aider les Bulgares à conquérir un territoire, ce qui n'était pas prévu dans les accords d'avant-guerre, les Bulgares n'ont jamais honoré leur part du traité concernant l'envoi de 100 000 hommes pour les soutenir sur le front du Vardar.
Les frictions s'accentuèrent quelques semaines plus tard lorsque les délégués bulgares à Londres avertirent franchement les Serbes qu'ils ne devaient pas attendre de soutien pour leurs revendications sur la mer Adriatique. Les Serbes répondirent avec colère qu'il s'agissait d'un clair retrait de l'accord d'avant-guerre concernant les zones d'expansion mutuelles, mais les Bulgares insistèrent sur le fait que la capitulation du front du Vardar devait être obtenue par les Serbes comme prévu. Les Serbes avertirent que s'ils perdaient sur les fronts du Vardar et d'Albanie, leur contribution à la guerre serait nulle. La tension fut rapidement exprimée par une série d'incidents sur la frontière entre les zones d'expansions dans la vallée du Vardar. Ces frictions mirent fin à l'alliance serbo-bulgare et rendirent un futur conflit entre les deux pays inévitable.

### Théâtre d'opération grec

#### Front de Macédoine

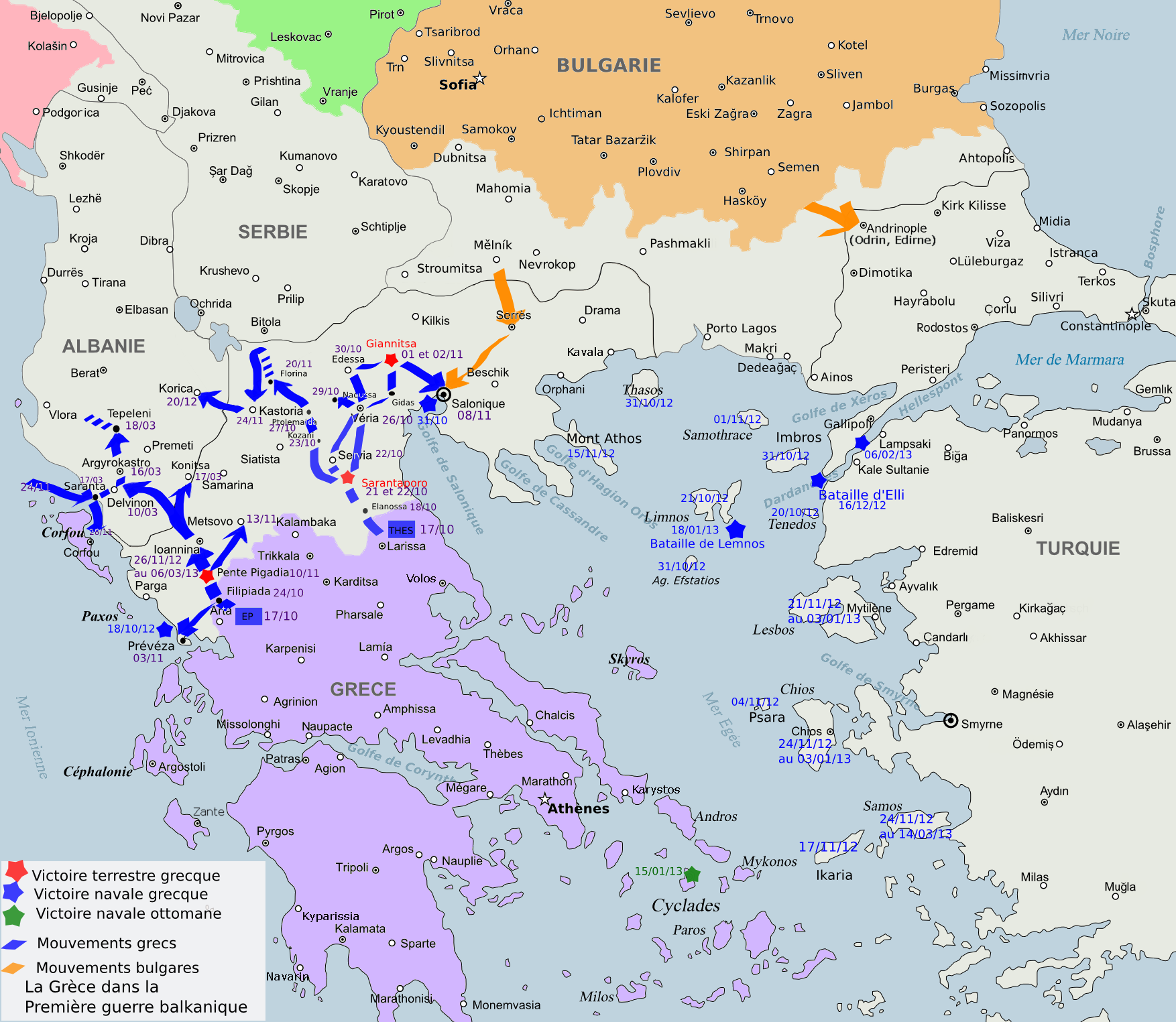
Opérations grecques lors de la première guerre balkanique (les frontières sont celles issues de la seconde guerre balkanique).

Les renseignements ottomans ont également mal compris les intentions militaires grecques. Rétrospectivement, il apparaît que l'état-major ottoman croyait que l'attaque grecque serait également répartie entre le front de Macédoine et d'Épire. La 2e armée avait donc également réparti ses unités entre les deux fronts. Cette décision s'avère désastreuse, car l'armée grecque concentre ses sept divisions contre le seul VIIIe corps ottoman défendant Thessalonique, ne laissant que quelques unités sur le front d'Épire. Dans une campagne rapide et efficace, l'armée de Thessalie s'empara de la ville. La perte de la ville est dramatique, car ne disposant pas de lignes de communication maritime, le contrôle du corridor Thessalonique-Constantinople était indispensable pour la posture stratégique de l'Empire ottoman. Les Bulgares et les Serbes jouent un rôle important dans la défaite des armées ottomanes. Leurs grandes victoires à Kirk Kilissé, Luleburgaz, Kumanovo, et Monastir brisent les armées de l'Est et du Vardar. Cependant, les armées ottomanes se maintiennent et en Thrace, elles se renforcent jour après jour. Sur le plan stratégique, ces victoires ont été rendues possibles par l'affaiblissement des armées ottomanes provoquées par la présence active de la flotte et de l'armée grecques.

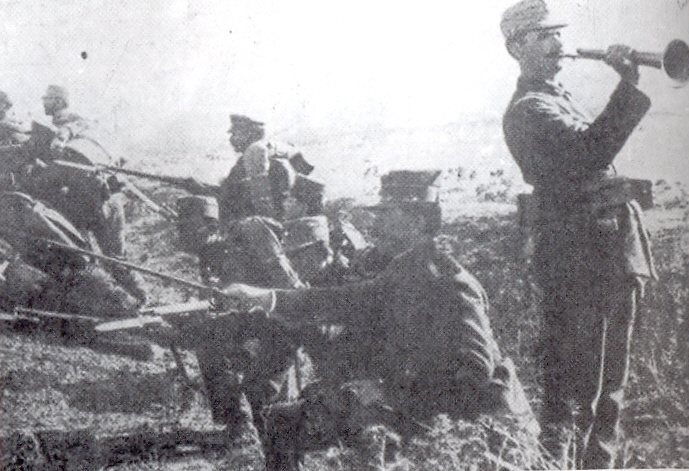
Infanterie grecque à la bataille de Sarantáporo.

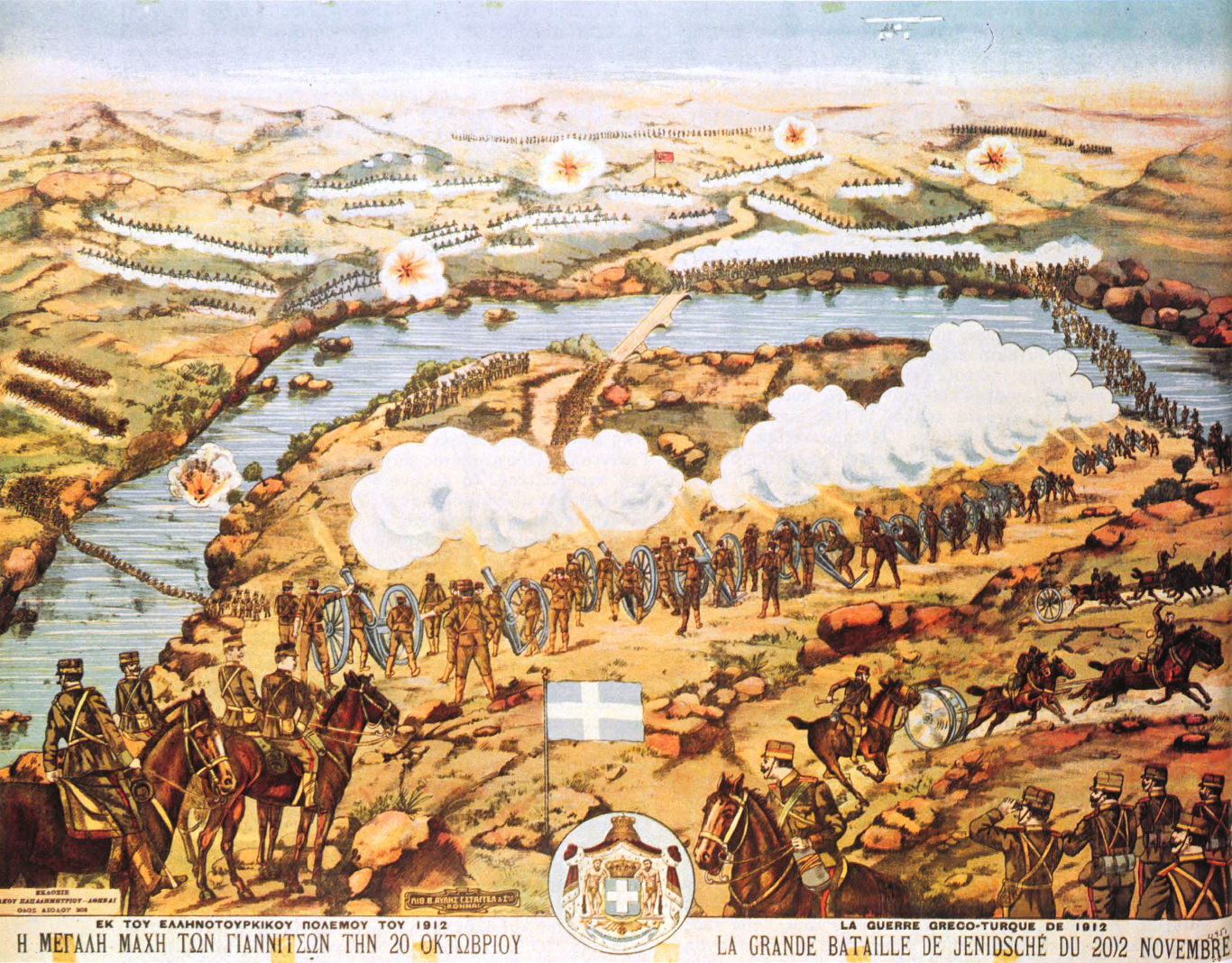
Bataille de Giannitsa, lithographie grecque, Sotirios Christidis, n.d.

Avec la déclaration de guerre, l'armée grecque de Thessalie sous le commandement du prince Constantin avance vers le nord écrasant l'opposition ottomane dans le défilé fortifié de Sarantáporo. Après une autre victoire à Yenidje (Giannitsá) le 2 novembre 1912, Thessalonique et sa garnison de 26 000 hommes se rendirent aux Grecs le 9 novembre. Les Ottomans perdent 70 pièces d'artillerie, 30 mitrailleuses et 70 000 fusils, Thessalonique étant le principal dépôt d'armes des armées occidentales. Les Turcs estiment que 15 000 officiers et soldats furent tués durant la campagne en Macédoine du Sud amenant les pertes totales à 41 000. Une autre conséquence directe est que la destruction de l'armée de Macédoine scelle le destin de l'armée du Vardar qui combattait les Serbes au nord. La chute de Thessalonique l'isole sans soutien logistique et sans possibilité de manœuvre ce qui provoque sa destruction.
Apprenant l'issue de la bataille de Yenidje, le haut-commandement bulgare détache en urgence la 7e division pour qu'elle atteigne Thessalonique avant les Grecs. La division arrive un jour trop tard lorsque la ville s'était déjà rendue aux Grecs, comme l'annonce le gouverneur ottoman de la ville, navré, aux envoyés bulgares : une occupation conjointe de la ville, grecque et bulgare, est néanmoins décidée par les deux rivaux. Jusqu'au 10 novembre, la zone d'occupation grecque s'étend du lac Dojran et des montagnes de Pangée à l'ouest jusqu'à Kavala à l'est. En Macédoine occidentale, le manque de coordination entre les Grecs et les Serbes provoque un revers lors de la bataille de Vevi (en) le 15 novembre lorsque la 5e division grecque coupe la route du VIe corps ottoman se retirant d'Albanie après sa défaite à Prilep face aux Serbes. La division grecque, surprise par la présence des Ottomans, isolée du reste de l'armée grecque et inférieure en nombre aux Ottomans qui contre-attaquaient, doit se replier. Les Serbes arrivent donc à Bitola avant les Grecs.

#### Front d'Épire
Sur le front d'Épire, l'armée grecque était initialement largement inférieure en nombre, mais du fait de l'attitude passive des Ottomans, elle réussit à prendre Préveza le 21 octobre et avance vers le nord en direction d'Ioannina. Le 5 novembre, une petite troupe partie de Corfou débarque sur la côte près d'Himarë sans rencontrer de réelle résistance et le 20 novembre, les troupes grecques venant de Macédoine entrent dans Korçë. Cependant, les Grecs n'ont pas les forces nécessaires pour lancer une offensive sur les positions fortifiées de Bizani construites par les Allemands pour défendre Ioánnina et doivent attendre des renforts du front de Macédoine.

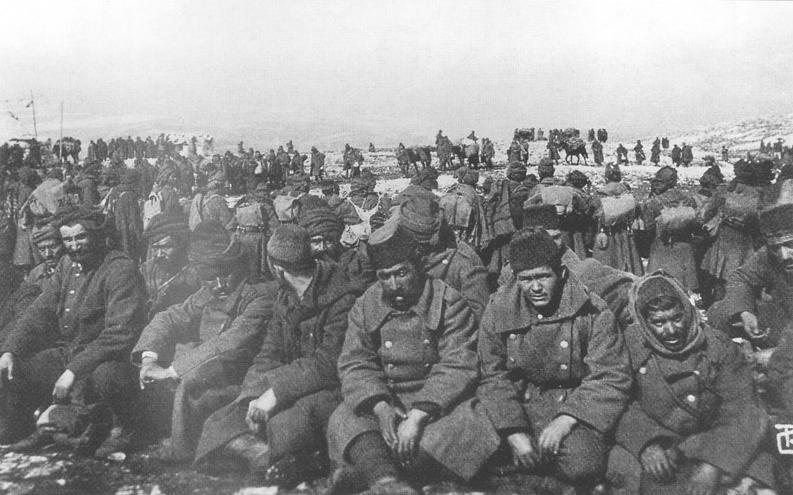
Prisonniers de guerre ottomans après la bataille de Bizani.

Après la fin de la campagne de Macédoine, une grande partie de l'armée est redéployée sur le front d'Épire où le prince Constantin n'assure pas lui-même le commandement. Lors de la bataille de Bizani, les positions ottomanes sont brisées et Ioannina tombe le 6 mars 1913. Durant le siège, le 8 février 1913, le pilote russe N. de Sackoff, volant pour les Grecs, devient le premier pilote dont l'avion est abattu au combat lorsque son biplan est touché par un tir lors du largage de bombes sur le fort Bizáni. Il parvient à se poser près de la ville de Préveza sous contrôle grec, répare son avion et rentre à sa base. La chute d'Ioannina permet aux Grecs d'avancer vers l'Épire du Nord, au sud de l'Albanie moderne. L'avancée s'arrête devant Vlora du fait que l'Italie et l'Autriche-Hongrie voient d'un mauvais œil un contrôle grec de l'entrée de la mer Adriatique.
Contrairement à ce qui se passe dans le nord de l'Albanie avec les occupants serbo-monténégrins, le début de l'occupation grecque en Épire est relativement exempt d'exactions contre les civils musulmans, les violences étant davantage le fait des troupes ottomanes en déroute ; la Grèce, à cette date, ne tient pas à annexer des populations non grecques, mais compte sur l'attractivité de sa langue et de sa culture vis-à-vis des musulmans hellénophones comme des chrétiens non hellénophones (Albanais et Valaques).

#### Opérations navales en mer Égée et en mer Ionienne
Lors du déclenchement des hostilités le 18 octobre, la flotte grecque placée sous le commandement du récemment nommé contre-amiral Pávlos Koundouriótis fait route vers l'île de Lemnos qu'elle occupe trois jours plus tard (bien que les combats se prolongent jusqu'au 27 octobre) et s'installe dans la baie de Moúdros. Ce mouvement était stratégiquement important car il fournissait une base avancée à proximité des Dardanelles, principal point d'ancrage de la marine ottomane,. Considérant la supériorité en nombre et en puissance des Ottomans, les Grecs prévoyaient que la marine turque sortirait rapidement des détroits. En effet, du fait de l'impréparation grecque au début des hostilités, elle aurait pu obtenir une grande victoire. Au lieu de cela, la flotte ottomane passa les deux premiers mois de la guerre à mener des opérations contre les Bulgares en mer Noire, permettant aux Grecs de consolider leur contrôle de la mer Égée.
À la mi-novembre, les Grecs s'étaient emparés des îles d'Imbros, Thasos, Ágios Efstrátios, Samothrace, Psará et Ikaría et des débarquements avaient eu lieu sur les plus grandes îles de Lesbos et de Chios les 21 et 27 novembre. Contrairement aux autres, ces deux îles étaient bien défendues et les combats furent âpres. Les garnisons se retirèrent dans les montagnes de l'intérieur et ne furent respectivement éliminées que le 22 décembre et le 3 janvier,. Samos, officiellement une principauté autonome ne fut pas attaquée avant le 13 mars pour ne pas irriter les Italiens qui occupaient le Dodécanèse.
Au même moment, avec l'aide de nombreux navires marchands convertis en croiseurs auxiliaires, un blocus à distance fut réalisé le long des côtes ottomanes de Suez aux Dardanelles, ce qui bloqua le ravitaillement des Ottomans (seules les routes maritimes vers la Roumanie restèrent ouvertes) et empêcha le transfert de près de 250 000 soldats turcs,. En mer Ionienne, la flotte grecque opéra sans opposition et transporta du ravitaillement pour les troupes du front d'Épire. De plus, elle bloqua et bombarda le port de Vlora le 3 décembre et le port de Durrës le 27 février. Un blocus fut également mis en place entre la frontière grecque d'avant-guerre et Vlora pour isoler le gouvernement provisoire d'Albanie récemment créé de tout soutien extérieur.
Le 31 octobre, le lieutenant Nikolaos Votsis (en) profita de la nuit pour s'introduire dans le port de Thessalonique et couler le vieux cuirassé à coque en fer ottoman Feth-i Bülend avec un torpilleur. Le même jour, les Grecs s'emparèrent de la base navale de Préveza. Les Ottomans sabordèrent les quatre navires présents, mais les Grecs parvinrent à récupérer deux torpilleurs.

##### Affrontements aux Dardanelles
Le gros de la flotte ottomane resta dans les Dardanelles pendant la première partie de la guerre ; les destroyers grecs patrouillaient continuellement devant le détroit pour signaler une éventuelle sortie. Koundouriotis suggéra de miner le détroit, mais ne le fit pas de peur des réactions internationales. Le 7 décembre, Tahir Bey fut remplacé par Ramiz Naman Bey, le chef de la faction agressive du corps des officiers, à la tête de la marine turque. Une nouvelle stratégie fut formulée dans laquelle les Ottomans devaient exploiter chaque absence de l’Averof pour attaquer les autres navires grecs. L'état-major ottoman essaya donc d'attirer les destroyers grecs dans un piège. Une première tentative eut lieu le 12 décembre mais échoua à cause d'un problème de chaudière. Deux jours plus tard, une nouvelle tentative déboucha sur un engagement indécis entre les destroyers grecs et le croiseur Mecidiye.
Le premier affrontement majeur fut la bataille d'Elli qui eut lieu le 16 décembre 1912. La flotte ottomane comprenant 4 cuirassés, 9 destroyers et 6 torpilleurs s'engagea à l'entrée du détroit. Les navires légers restaient à l'arrière, mais le groupe de cuirassés avança vers le nord sous la couverture des forts de Kumkale en engagea la flotte grecque venant d'Imbros. Koundouriotis mena l’Averof dans une action indépendante et profita de sa vitesse pour couper la flotte turque en deux, la forçant à se replier,. La bataille dura moins d'une heure et le navire amiral ottoman fut gravement endommagé tandis que les Grecs ne comptèrent que deux morts,.
Du côté ottoman, l'énergique Rauf Orbay reçut le commandement de la flotte le 20 décembre. Deux jours plus tard, il tenta à nouveau de piéger les navires grecs en les prenant en tenaille entre une flotte venant d'Imbros et une autre venant du détroit. Cependant, les navires grecs rompirent rapidement le combat. Le sous-marin grec Delfin fut le premier véritable sous-marin à utiliser une torpille contre le Mecidiye, mais il rata sa cible. À ce moment, l'armée ottomane fit pression sur la marine pour mener un débarquement sur l'île de Ténédos utilisée par les Grecs comme base navale. L'opération était prévue le 4 janvier. Ce jour-là, les conditions météorologiques étaient idéales et la flotte était prête, mais le régiment Yenihan choisi pour cette opération n'était pas sur place. Le commandement de la flotte ordonna néanmoins une sortie et un nouvel engagement eut lieu contre les destroyers grecs sans résultats. Ces opérations continuèrent les jours suivants, mais le résultat était toujours le même : les destroyers grecs réussissaient toujours à rester hors de portée des croiseurs ottomans qui tiraient quelques coups de canon avant de rompre la poursuite.

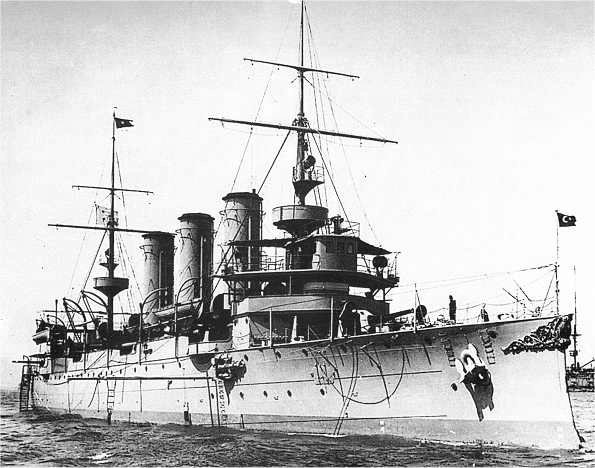
Le croiseur ottoman Hamidiye. Ses exploits durant son périple de huit mois en Méditerranée furent un important soutien pour le moral ottoman.

En préparation d'une nouvelle tentative pour briser le blocus grec, l'amirauté ottomane décida de mener une diversion en envoyant le croiseur léger Hamidiye, commandé par Rauf Orbay, attaquer les navires de commerce grecs en mer Égée. Les Ottomans espéraient ainsi que l’Averof, le seul navire grec capable de la rattraper, serait lancé à sa poursuite en affaiblissant la flotte grecque,. L’Hamidiye profita de la nuit pour se faufiler entre les patrouilles grecques le 14 janvier et bombarda le port de Syros, coulant le croiseur auxiliaire Makedonia (qui sera réparé par la suite). Il quitta ensuite la mer Égée et continua en Méditerranée orientale, faisant des escales à Beyrouth et à Port-Saïd avant de s'engager dans la mer Rouge. Bien que cette opération eût accru le moral turc, l’Averof ne se lança pas à la poursuite du croiseur ottoman,,.
Quatre jours plus tard, le 18 janvier, lorsque la flotte ottomane quitta le détroit vers Lemnos, elle fut écrasée à la bataille de Lemnos. Les Grecs menés par l’Averof réussirent à barrer le T de la flotte ottomane dont deux navires furent gravement endommagés,. Ce fut la dernière tentative ottomane de quitter les détroits, laissant la marine grecque dominer la mer Égée. Le 5 février, un Farman MF.7 grec réalisa une reconnaissance aérienne de la flotte turque au mouillage à Nagara et l'équipage largua quatre petites bombes sur les navires ottomans sans parvenir à les toucher, mais cette opération est considérée comme la première opération aéronavale de l'histoire,.
Le général Ivanov, commandant de la 2e armée bulgare reconnut le rôle majeur de la flotte grecque dans le déroulement de la guerre en déclarant : « L'activité de l'ensemble de la flotte grecque et par-dessus tout l’Averof fut un facteur-clé dans le succès des alliés ».

### Théâtre d'opération serbo-monténégrin
Les forces serbes opérèrent contre la plus grande partie de l'armée ottomane occidentale se trouvant au Kosovo et dans le Nord-Est de la Macédoine. Stratégiquement, les forces serbes étaient divisées en quatre armées indépendantes : l'armée Ibar face aux forces ottomanes dans la région de Novi Pazar, la troisième armée dans le Kosovo, la première armée dans le nord de la Macédoine et la seconde armée (en territoire bulgare) dans l'Est de la Macédoine. La bataille décisive devait se livrer au nord de la Macédoine sur le plateau d'Ovče Pole, où l'armée ottomane du Vardar devait se concentrer. D'après l'état-major serbe, les trois armées (1re, 2e et 3e) avaient pour mission d'encercler l'armée du Vardar dans cette zone. La 1re armée attaqua de face tandis que les deux autres armées menèrent des opérations d'encerclement pour empêcher la retraite ottomane.
Les unités serbes s'ébranlent lors de l'offensive serbe lancée dans le courant octobre. D'abord victorieux, les Serbes se heurtent aux retranchements ottomans de la ville de Kumanovo, surmontés le 23 octobre. Un temps stoppées par les fortifications ottomanes de Bitola, dans le sud-ouest de la Macédoine, les troupes serbes poursuivent leur avancée après un mouvement contournant les positions fortifiées ottomanes.
L'armée serbe sous le commandement de Radomir Putnik obtint trois victoires décisives dans la Macédoine du Vardar et l'armée ottomane du Vardar fut mise en déroute. Les Monténégrins s'emparèrent du Sandžak. La dernière bataille de Macédoine eut lieu à Monastir et les restes de l'armée du Vardar durent se retirer en Albanie. Le Premier ministre serbe demanda à Putnik de prendre part à la course pour Thessalonique, mais ce dernier refusa et se tourna vers l'Albanie, car il anticipait l'affrontement entre la Grèce et la Bulgarie à propos de cette ville. Celle-ci permettrait à la Serbie de s'imposer en Macédoine.
Dans le même temps, des unités serbes sont détachées pour faire leur jonction avec les troupes monténégrines autour de Scutari, forteresse ottomane, assiégée par les unités du petit royaume, sans succès, puisque la forteresse n'est toujours pas occupée lors de la signature de l'armistice du 3 décembre 1912.
À cause des pressions des puissances européennes, les Serbes durent se retirer du Nord de l'Albanie et du Sandžak bien qu'ils laissassent de l'artillerie lourde aux Monténégrins pour les aider dans le siège de Shkodër, qui tomba le 23 avril 1913.

## Réactions des grandes puissances
Les événements qui menèrent à la guerre ne passèrent pas inaperçus chez les grandes puissances. Le consensus officiel visait à maintenir l'intégrité territoriale de l'Empire ottoman ce qui provoqua un sévère avertissement aux États balkaniques, cependant les nations européennes menèrent des diplomaties officieuses reflétant leurs intérêts dans la région. Ainsi, toute tentative de médiation officielle était torpillée par un mélange de signaux officieux, ce qui empêcha de prévenir ou de stopper la guerre :
- la Russie fut l'un des moteurs de la création de la Ligue balkanique et y vit un outil essentiel en cas de guerre avec sa rivale l'Autriche-Hongrie[82]. Cependant, elle n'était pas au courant des plans bulgares à propos de la Thrace et de Constantinople, territoires sur lesquels elle avait des ambitions de longue date, et qu'elle obtiendrait selon un accord secret avec la France et la Grande-Bretagne en cas de victoire lors d'une guerre contre les empires centraux[83] ;
- la France, qui ne se sentait pas prête pour une guerre contre l'Allemagne en 1912, s'opposa frontalement à la guerre et informa fermement son allié russe qu'elle ne prendrait pas part à un conflit entre la Russie et l'Autriche-Hongrie s'il résultait des actions de la Ligue. La France ne réussit cependant pas à obtenir le soutien de la Grande-Bretagne pour mettre fin à la guerre ;
- l'Empire britannique, bien qu'officiellement un fort partisan de l'intégrité de l'Empire ottoman, mena une diplomatie secrète avec la Grèce pour l'amener à entrer dans la Ligue pour contrebalancer l'influence russe. De même, il encouragea les velléités bulgares sur la Thrace qu'il préférait voir bulgare plutôt que russe en dépit des assurances qu'il avait données à la Russie ;
- l'Autriche-Hongrie, cherchant à s'étendre au sud aux dépens de l'Empire ottoman, était totalement opposée à l'expansion de toute autre nation dans la région. Au même moment, l'empire des Habsbourg devait faire face à des problèmes internes concernant les populations slaves qui s'élevaient contre la domination germano-hongroise sur l'empire multinational. La Serbie, dont les ambitions sur la Bosnie récemment annexée par l'Autriche-Hongrie n'étaient pas secrètes, était considérée comme un ennemi et l'outil principal des machinations russes qui visaient à déstabiliser l'Empire. Elle fit également pression pour la création de l'Albanie et ainsi empêcher la Serbie d'accéder à la mer Adriatique ;
- l'Allemagne, déjà fortement impliquée dans les politiques internes de l'Empire ottoman, était officiellement opposée à une guerre contre l'Empire. Cependant pour rallier la Bulgarie aux empires centraux, et constatant l'inévitabilité de la désintégration de l'Empire ottoman, l'Allemagne réfléchissait à l'idée de remplacer la domination ottomane dans les Balkans par une domination bulgare alliée dans les frontières définies par le traité de San Stefano. Cette idée était basée sur l'origine allemande du roi bulgare et de ses sentiments anti-russes.

Les Puissances étaient prêtes à une réaction militaire pour éviter une rupture de l'équilibre régional, et, en particulier, pour empêcher la prise de Constantinople par l'armée bulgare. Le 12 novembre 1912, avec l'accord du gouvernement ottoman, les flottes de 5 puissances (France, Royaume-Uni, Russie, Autriche-Hongrie et Allemagne) débarquèrent des troupes dans la capitale.

## Conclusion de la guerre et conséquences

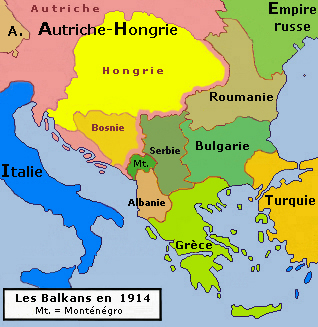
Situation 1 an après la guerre (1914).

À la suite du conflit, l’Empire ottoman perd quasiment tous les Balkans (au profit de la ligue balkanique) et la majeure partie des îles qu’elle contrôlait en mer égéenne au profit de la Grèce. Le traité de Londres conclut la première guerre balkanique le 30 mai 1913. Tous les territoires ottomans à l'ouest d'une ligne Enez-Kıyıköy (Enos-Midia) furent cédés à la Ligue et répartis entre les différents alliés suivant la ligne de front au moment de l'armistice. Conformément aux vœux de l'Autriche-Hongrie et grâce à l'action fédératrice de son agent d'influence, le baron Nopcsa, le traité permit également la création de l'Albanie en tant que nation indépendante. La quasi-totalité de son territoire était occupée par la Grèce, le Monténégro et la Serbie, qui se retirèrent à contrecœur. N'ayant pas réussi à résoudre ses différends avec la Serbie en Macédoine du nord et avec la Grèce en Macédoine du Sud, la Bulgarie commença à redéployer ses troupes de Thrace orientale pour occuper ces territoires par la force.  
Face à cette menace, la Grèce et la Serbie réglèrent facilement leurs différends mutuels, minimes (concernant les abords des lacs Prespa, Ohrid et Doïran) et signèrent une alliance militaire dirigée contre la Bulgarie le 1er mai avant même la signature du traité de Londres. L'alliance militaire fut suivie par un traité d'assistance mutuelle le 1er juin : la deuxième guerre balkanique pouvait commencer.
| Batailles de la première guerre balkanique |                   |                                                                    |           |                                      |                     |                   |
| Nom                                        | Attaquant         | Commandant                                                         | Défenseur | Commandant                           | Date                | Vainqueur         |
| Bataille de Kardjali (en)                  | Bulgares          | Col. Vasil Delov (bg)                                              | Ottomans  | Mehmed Yaver Pasha                   | 21 octobre 1912     | Bulgares          |
| Bataille de Sarantáporo                    | Grecs             | Prince Constantin                                                  | Ottomans  | Hasan Tahsin Pacha                   | 22 octobre 1912     | Grecs             |
| Bataille de Giannitsá                      | Grecs             | Prince Constantin                                                  | Ottomans  | Hasan Tahsin Pacha                   | 1er novembre 1912   | Grecs             |
| Bataille de Kumanovo                       | Serbes            | Gén. Radomir Putnik (reçoit le titre de Voïvode après la bataille) | Ottomans  | Gén. Zeki Pacha (en)                 | 23 octobre 1912     | Serbes            |
| Bataille de Kirk Kilissé                   | Bulgares          | Gén. Radko Dimitriev, gén. Ivan Fichev                             | Ottomans  | Mahmud Muhtar Pacha (en)             | 24 octobre 1912     | Bulgares          |
| Bataille de Pente Pigadia (en)             | Ottomans          | Esad Pacha                                                         | Grecs     | Lt. Gen. Konstantínos Sapountzákis   | 6-12 novembre 1912  | Grecs             |
| Bataille de Prilep (en)                    | Serbes            | Petar Bojović                                                      | Ottomans  | Zeki Pacha (en), Kara Sait Paşa      | 3 novembre 1912     | Serbes            |
| Bataille de Lule-Burgas                    | Bulgares          | Gén. Radko Dimitriev, gén. Ivan Fichev                             | Ottomans  | Kölemen Abdullah Pacha (en)          | 28-31 octobre 1912  | Bulgares          |
| Bataille de Merhamli (en)                  | Bulgares          | Gén. Nikola Genev (bg), col. Aleksandar Tanev (bg)                 | Ottomans  | Mehmed Yaver Pasha (fait prisonnier) | 26 novembre 1912    | Bulgares          |
| bataille de Vevi (en)                      | Grecs             | Col. Dimitrios Matthaiopoulos (en)                                 | Ottomans  |                                      | 15 novembre 1912    | Ottomans          |
| Bataille de Bitola                         | Serbes            | Gén. Petar Bojović                                                 | Ottomans  | Zeki Pacha (en)                      | 16-19 novembre 1912 | Serbes            |
| Bataille navale de Kaliakra                | Bulgares          | Cap. Dimitar Dobrev                                                | Ottomans  | Huseyin Rauf Orbay (Rauf Orbay)      | 21 novembre 1912    | Bulgares          |
| Bataille navale d'Elli                     | Grecs             | Contre-am. Pavlos Koundouriotis                                    | Ottomans  | Adm Remzi Bey                        | 16 décembre 1912    | Grecs             |
| Bataille de Bulair                         | Ottomans          | Fethi Bey                                                          | Bulgares  | Gén. Todorov                         | 26 janvier 1913     | Bulgares          |
| Bataille de Şarköy                         | Ottomans          | Enver Bey                                                          | Bulgares  | Gén. Stiliyan Kovachev (en)          | 26-28 janvier 1913  | Bulgares          |
| Bataille navale de Lemnos                  | Grecs             | Contre-am. Pávlos Koundouriótis                                    | Ottomans  |                                      | 18 janvier 1913     | Grecs             |
| Bataille de Bizani                         | Grecs             | Prince Constantin                                                  | Ottomans  | Esad Pacha                           | 5-6 mars 1913       | Grecs             |
| Siège d'Andrinople                         | Bulgares & Serbes | Gén. Georgi Vazov (ru), Gén. Stepa Stepanović                      | Ottomans  | Gén. Mehmed Şükrü Pacha (de)         | 11-13 mars 1913     | Bulgares & Serbes |